# Сліпкейс

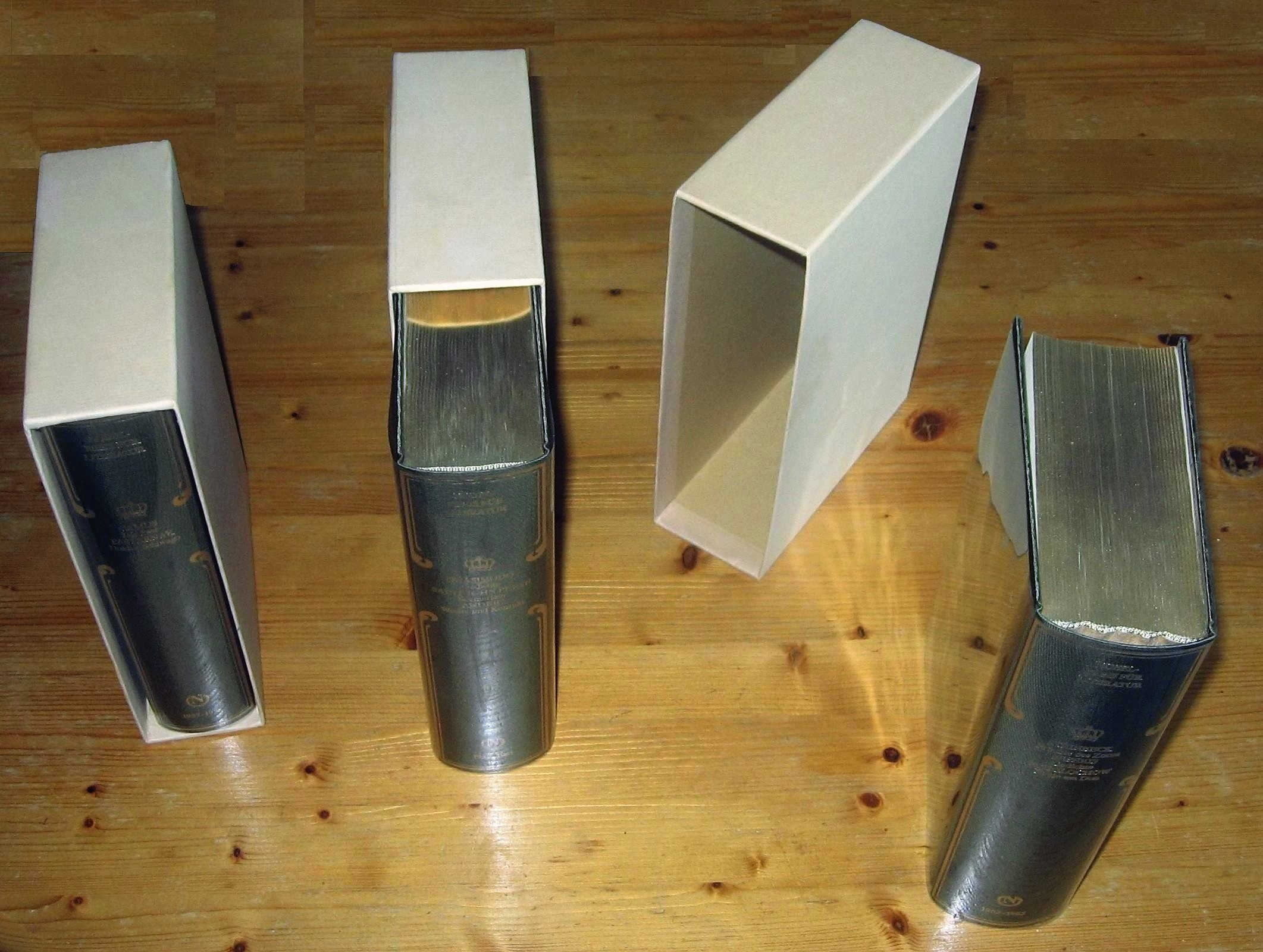
Сліпкейси для книжок

Сліпкейс (від англ. Slip, «ковзати») — короб-футляр, як правило з високоякісного картону, до якого вкладаються оправлені матеріали, книги або книжні набори, щоб захистити від пошкоджень, корінець залишається видимим з незакритого боку конструкції.
Захисні сліпкейси також можуть виготовлятися для касет, компакт-дисків або DVD-дисків замість або в доповнення до більш поширених пластикових коробок для CD-дисків або DVD-дисків. Часто у сліпкейси вкладають кілька дисків з особливими виданнями якихось творів.